# Bob Schul
Robert Keyser „Bob“ Schul (* 28. September 1937 in West Milton, Ohio; † 16. Juni 2024 in Middletown, Ohio) war ein US-amerikanischer Mittel- und Langstreckenläufer und Olympiasieger.

## Laufbahn
Schuls Erfolg war maßgeblich mit den Methoden seines Trainers Mihály Iglói verknüpft. Während eines Universitätsstudiums kam Schul mit dem Leistungssport in Berührung. Er konzentrierte sich auf den Meilenlauf und verbesserte sich schnell. Während dieses Trainings entwickelte er Interesse für den 3000-Meter-Hindernislauf, für den er sich infolge seines ausgezeichneten Bewegungsgefühls schnell die entsprechende Technik aneignete. Da jedoch das 3000-Meter-Hindernislaufen bei Universitätsstrecken selten vorkam, trainierte er regelmäßig auch für längere Strecken. 1959 unterbrach Schul sein Universitätsstudium und meldete sich zur Luftwaffe, wo die besten Möglichkeiten für ein Lauftraining bestanden. Lange Zeit war fraglich, ob Schul überhaupt Wettkampfsport betreiben könne, erkrankte er doch am Pfeiffer-Drüsenfieber, das einen dreimonatigen Aufenthalt im Krankenhaus der Luftwaffe erforderlich machte. Er kehrte an die Miami University zurück, wo er sein Training nach Iglói durch Elemente von Arthur Lydiard erweiterte.
1963 gewann er über 5000 Meter Bronze bei den Panamerikanischen Spielen in São Paulo. Im Jahr darauf fuhr er als Sieger der US-Trials zu den Olympischen Spielen in Tokio und errang dort seinen größten Erfolg: Über 5000 Meter siegte er in 13:48,8 min vor dem Deutschen Harald Norpoth (13:49,6) und seinem Landsmann Bill Dellinger (13:49,8).
1964 und 1965 wurde er US-Meister über 5000 Meter bzw. drei Meilen. Bei seinem Versuch, sich 1968 noch einmal für die Olympischen Spiele zu qualifizieren, wurde er Sechster bei den US-Trials.
1971 war Schul für ein Jahr Nationaltrainer in Malaysia, bevor er in die USA zurückkehrte. 1978 wurde er Ausdauertrainer der Air Force. Schul selbst trainierte auch wieder und nahm an Alterklassenrennen erfolgreich teil (33:55 min über 10.000 m und 1:16:00 h im Halbmarathon als 50-Jähriger; 17:56 min für 5000 m mit 60). Schul arbeitete als Leichtathletiktrainer der Männer- und der Frauenmannschaft der Wright State University von 1996 bis 2007.
Er starb im Juni 2024 mit 86 Jahren in Middletown (Ohio).

## Persönliche Bestzeiten
- 1500 m: 3:40,7 min, 7. Juli 1965, Köln
- 1 Meile: 3:58,9 min, 12. August 1964, Los Angeles
- 5000 m: 13:38,0 min, 5. Juni 1964, Compton
- 3000 m Hindernis: 8:47,8 min, 19. Juli 1961, Stuttgart

## Veröffentlichungen
- mit Laura Rentz Krause: In the long run. Ohio Landfall Press, Dayton 2000, ISBN 0-913428-82-5